# Hermann Buchert
Hermann Anton Karl Buchert (* 31. Juli 1876 in Wegscheid bei Passau; † 9. September 1955 in München) war ein deutscher Architekt, Baubeamter und Hochschullehrer.

## Leben
Buchert wurde als Sohn den königlichen Bezirksamtsassessors Karl Buchert und seiner Frau Elisa Michel in Wegscheid geboren. Er studierte Architektur und schlug anschließend die Beamtenlaufbahn ein, bis er 1914 als Professor an die Technische Hochschule München berufen wurde.
Im Jahre 1906 reichte Hermann Buchert unter dem Kennwort „Vorhof“ einen Entwurf für den Neubau des Deutschen Museums ein, wofür ihm ein Preisgeld in Höhe von 7.500 ℳ (entspricht heute etwa 56.000 EUR) zugesprochen wurde.
Als Regierungsbaumeister (Assessor im öffentlichen Bauwesen) arbeitete er als Assistent an der Technischen Hochschule München und wurde dann 1908 als Bauamtsassessor an das staatliche Landbauamt München versetzt. 1914 wurde er als ordentlicher Professor für landwirtschaftliches Bauwesen an die Technische Hochschule München berufen. König Ludwig III. bestätigte 1917 in einem Erlass, „dem ordentlichen Professor für landwirtschaftliches Bauwesen in der Architektenabteilung der Technischen Hochschule München Hermann Buchert mit dem Unterricht und mit Übungen auch aus ‚Gebäudekunde‘ zu betrauen und ihm die Bezeichnung als ordentlicher Professor der Baukunst und des landwirtschaftlichen Bauwesens zu verleihen“.
Am 25. März 1918 heiratete er in St. Ludwig in München Frieda Martha Otto.
Er schloss sich 1919 einem Architektenrat an und wurde im Sommer 1919 zum Abteilungsvorstand der Architektur-Abteilung der Technischen Hochschule München gewählt. 1925 wurde er zum Ehrenmitglied der Akademie der bildenden Künste ernannt. 1929 erhielt er vom Freistaat Bayern den Ehrentitel Geheimer Baurat. Er wurde 1939 als Professor für Baukunst, Bauhygiene und landwirtschaftliches Bauwesen an der Technischen Hochschule emeritiert. Er lebte 1949 im Klostergasthaus in Attel bei Wasserburg am Inn, 1955 in der Münchner Leopoldstraße 43.
Nebenberuflich redigierte Buchert die Zeitschrift Bayerischer Heimatschutz des Vereins für Volkskunst und Volkskunde in München, schrieb über Denkmalpflege, hielt Lichtbildervorträge über „Das Bauernhaus“ und „Bürgerliche Bauweise in Bayern“.
Bucherts schriftlichen Nachlass verwahrt das Architekturmuseum der Technischen Universität München.

## Bauten und Entwürfe
Als Staatsbaupraktikant entwarf Buchert 1903 den Bau der Zentralimpfanstalt in München am Mariahilfplatz, der heute als Polizeiinspektion dient. Er beteiligte sich an zahlreichen Architekturwettbewerben, seine Entwürfe wurden häufig prämiert, aber nicht ausgeführt.
- 1904: Wettbewerbsentwurf für den Neubau des Bayerischen Verkehrsministeriums in München (prämiert mit dem 2. Preis, nicht ausgeführt)[10]
- 1906: Wettbewerbsentwurf für den Neubau des Deutschen Museums in München (prämiert mit einem von zwei 2. Preisen, nicht ausgeführt)
- 1907: Wettbewerbsentwurf für das Empfangsgebäude des neuen Leipziger Hauptbahnhofs (nicht prämiert)
- 1908/1909: Wettbewerbsentwurf für den Neubau des Polizeigebäudes am Augustinerstock in München (angekauft, nicht ausgeführt)[11]
- 1909: Lehrerbildungsanstalt und Kirche in Pasing, Am Stadtpark 20
- 1910: Vorentwurf für den Bau der Rupprecht-Realschule in München, Albrechtstraße[12]
- 1911: Wettbewerbsentwurf für das Verwaltungsgebäude der Münchener Rückversicherungs-Gesellschaft in München (angekauft, nicht ausgeführt)[13]
- 1912: Dienstwohngebäude für die Schutzmannschaft in München, Baaderstraße 9/9 a
- 1917/1918: Wettbewerbsentwurf für den Neubau einer Kirche St. Magdalena in München-Nymphenburg (prämiert mit dem 2. Preis, nicht ausgeführt)[14]
- 1919–1925: Wasserkraftwerk für die Innwerk AG in Töging am Inn
- 1920: Wettbewerbsentwurf für den Neubau eines Deutschen Hygienemuseums und der Staatlichen Naturwissenschaftlichen Museen in Dresden (prämiert mit dem 1. Preis, nicht ausgeführt)[15]
- 1924–1926: Felsenbad in Pottenstein (Oberfranken), Pegnitzer Straße 35[16]
- 1924–1926: Pfarrkirche St. Korbinian in München-Untersendling, Gotzinger Platz 2
- 1925–1926: Umbau und Erweiterung der Pfarrkirche St. Sylvester in München-Schwabing, Biedersteiner Straße 1

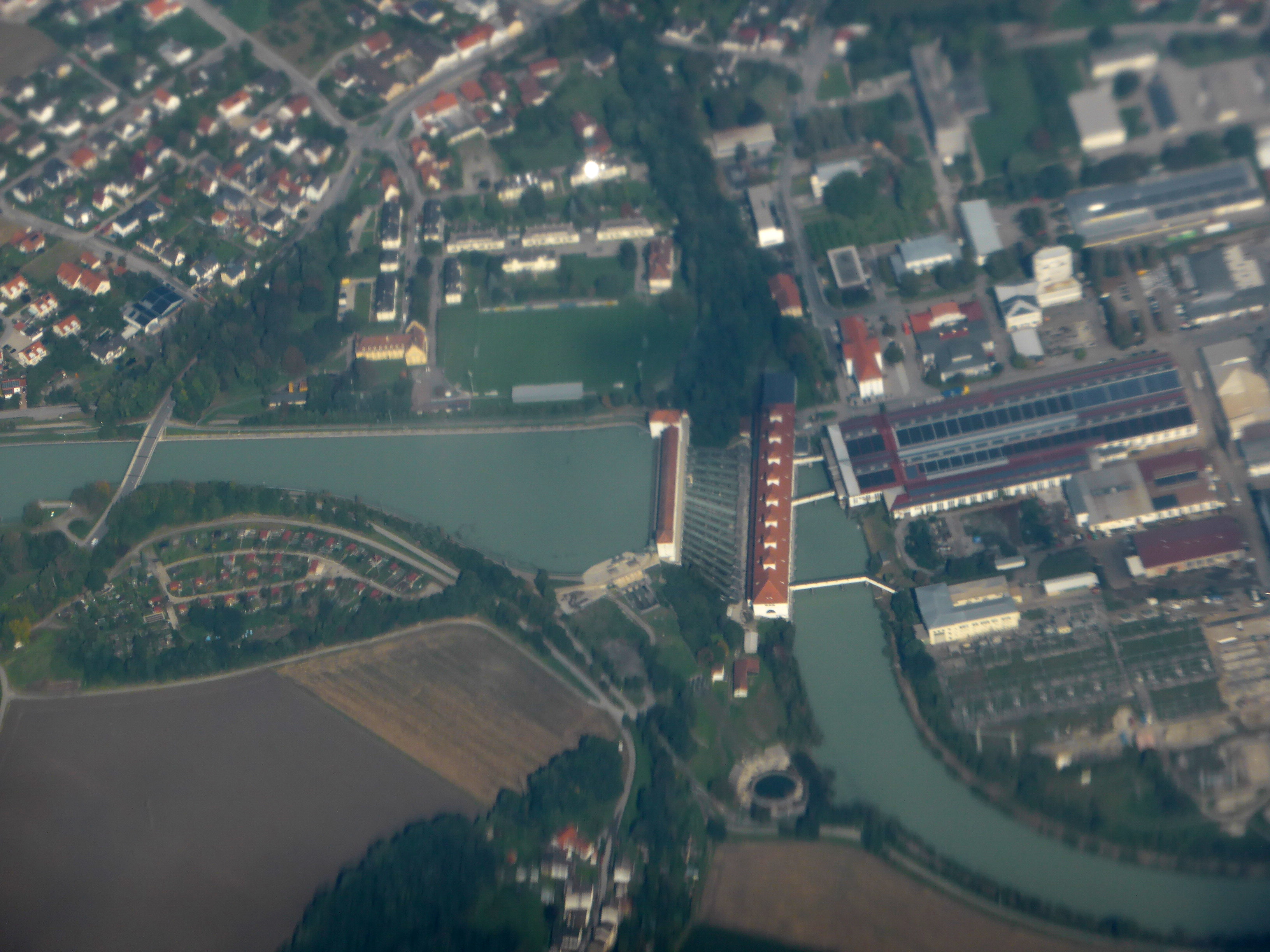
Wasserkraftwerk in Töging (Luftaufnahme)
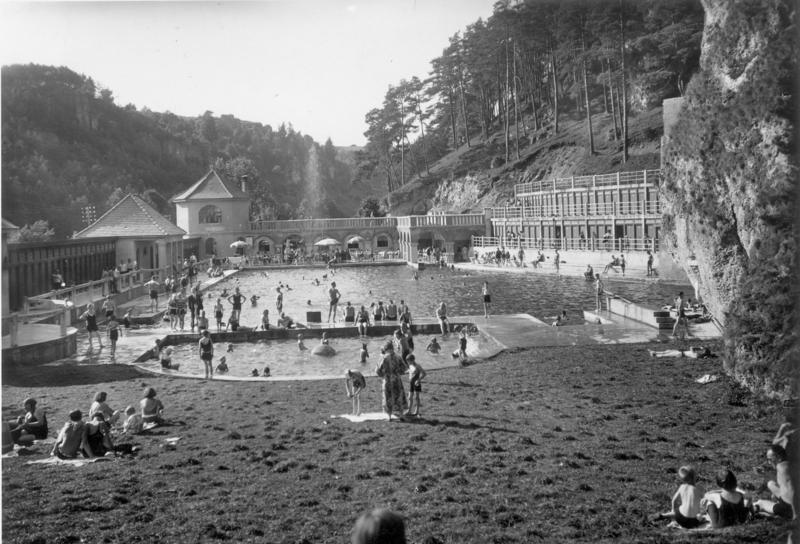
Felsenbad Pottenstein (Foto 1942)
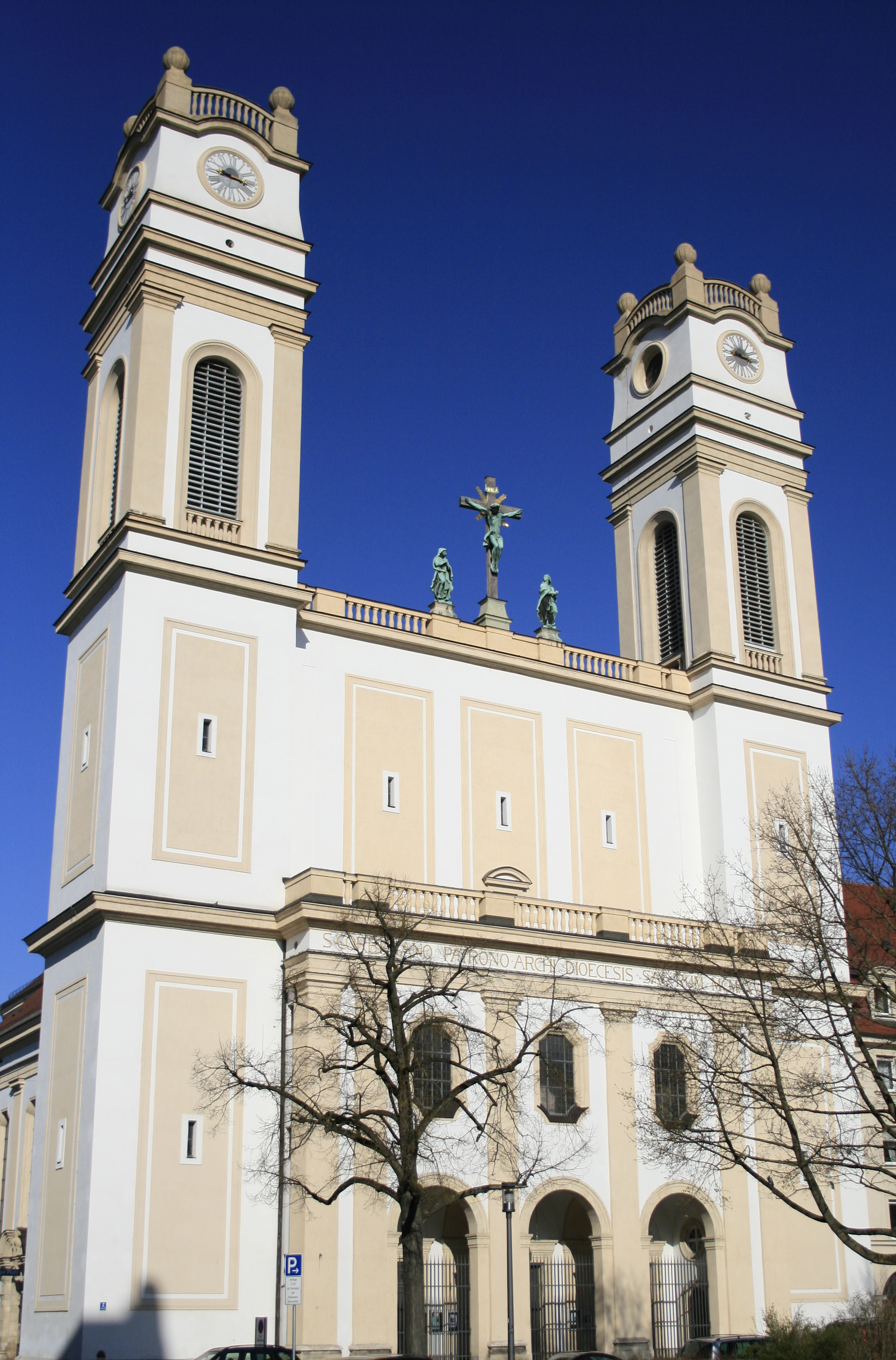
Kirche St. Korbinian in München
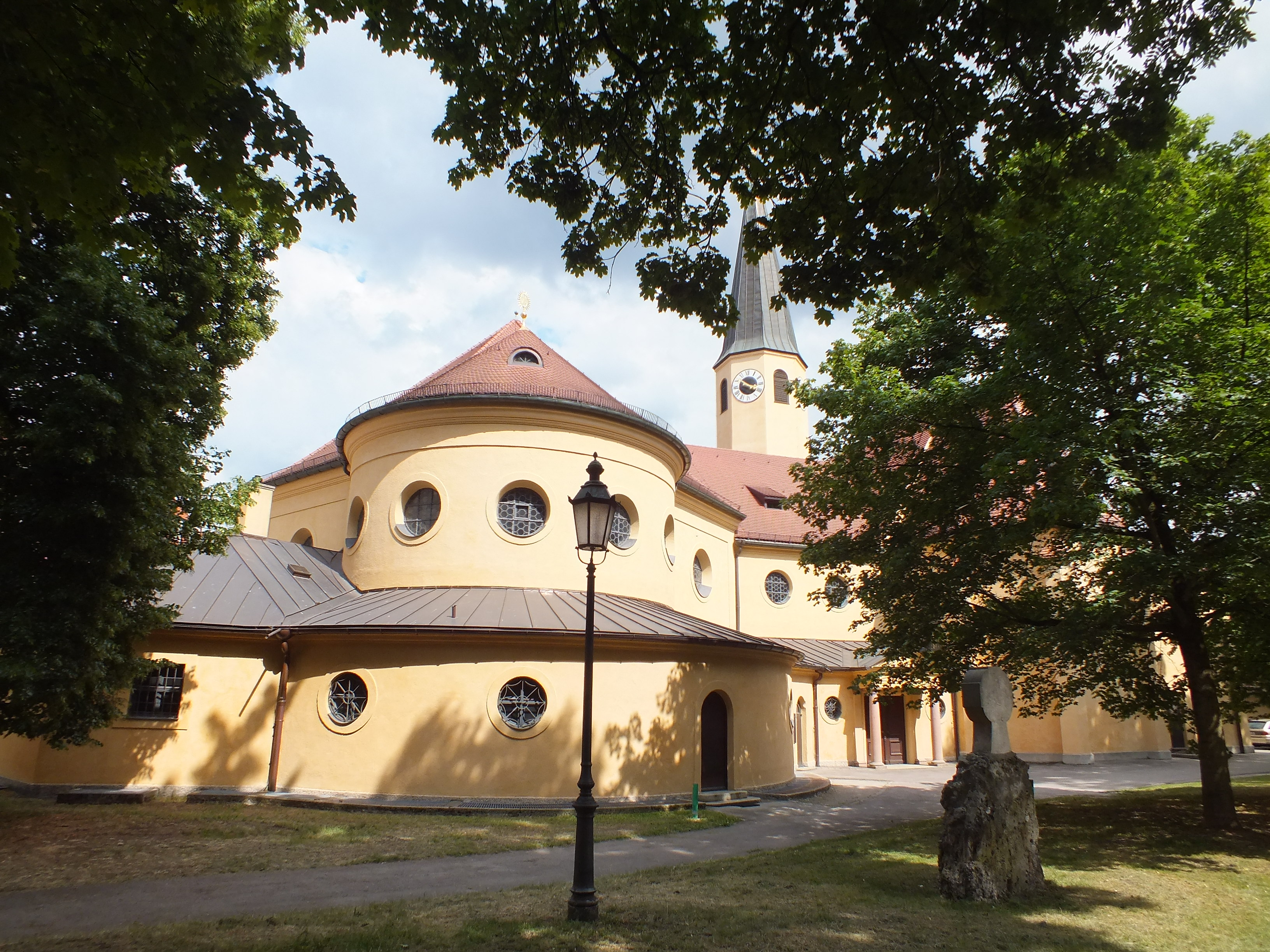
Erweiterungsbau der Kirche St. Sylvester in München-Schwabing
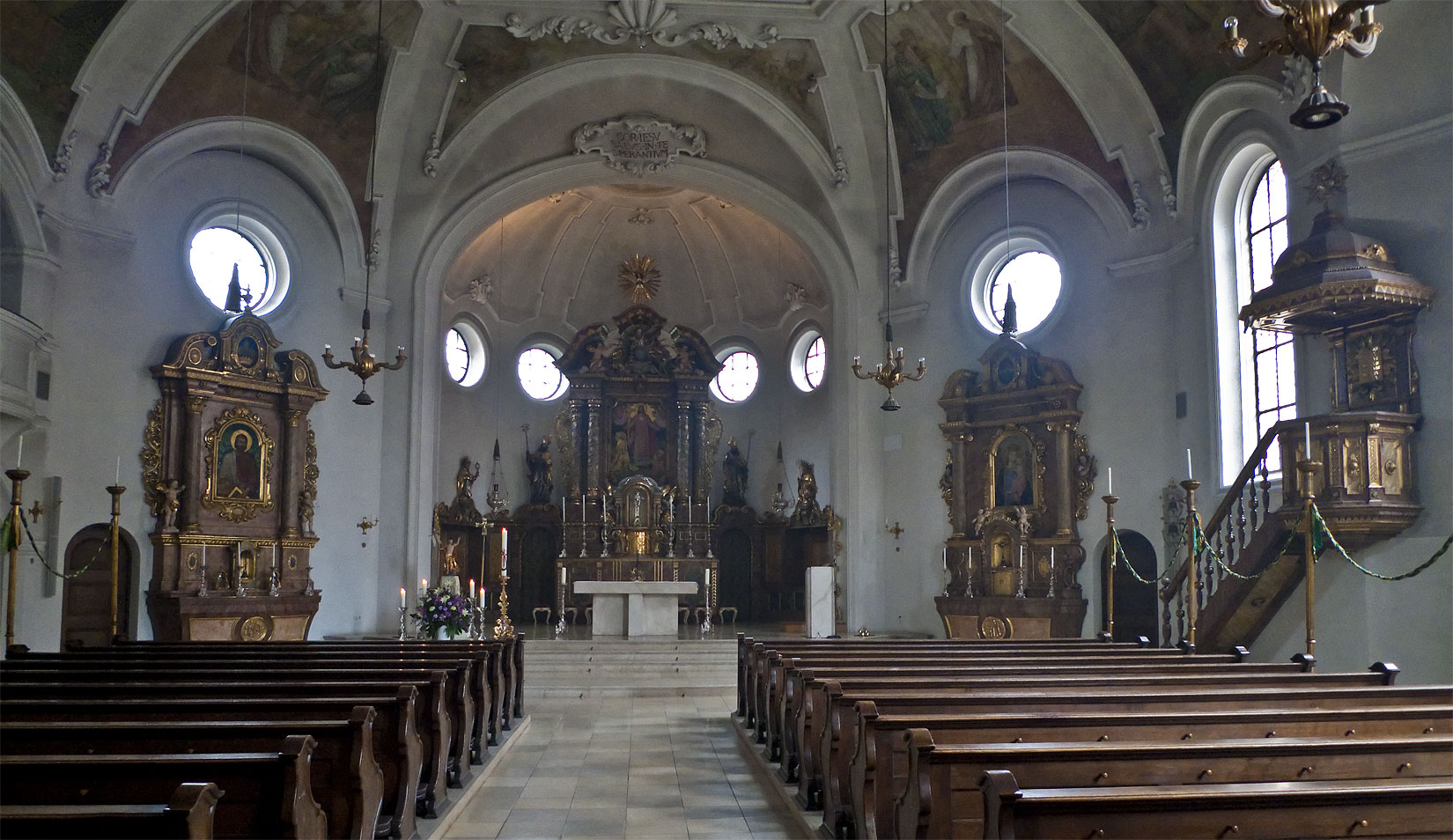
Erweiterungsbau der Kirche St. Sylvester in München-Schwabing (Innenansicht)